# Davilex
Davilex ist ein niederländisches Softwareentwicklungsunternehmen und ehemaliger Spielehersteller (als Davilex Games). Das Unternehmen wurde 1986 gegründet und hat seinen Sitz in Veenendaal.

## Unternehmensgeschichte
Mit nur zehn Mitarbeitern hat Davilex mit Spielen wie Autobahn Raser, Urlaubs Raser und noch vielen weiteren Spielen kommerzielle Erfolge verzeichnen können, in der Fachpresse bekamen die Spiele jedoch eher schlechte Wertungen.
2000 erschien das Spiel Invasion Deutschland, das auf dem niederländischen Original AmsterDoom basiert. Hier muss der Spieler an bekannten Orten in Deutschland eine außerirdische Invasion abwehren. Von der Verwertungsgesellschaft Bild-Kunst wurde Davilex wegen einer Szene, in der der Spieler im Plenarsaal des Reichstages auf den Bundesadler schießen kann, der daraufhin krächzt, wegen unerlaubter Verwendung des Adlers abgemahnt.
Davilex hatte sich Lizenzen wie zum Beispiel Knight Rider und Miami Vice gesichert und für diese beiden bekannten Filmserien Spiele entwickelt. Davilex entwickelte für die PlayStation 2, Xbox sowie für Windows. Davilex beendete die Spieleentwicklung im Jahre 2005, weil die Spiele nicht mehr profitabel genug waren und von der Fachpresse sowie den Spielern nicht gut aufgenommen wurden.